# Gran Premi Expo 92 de motociclisme
El Gran Premi Expo 92 de motociclisme fou un esdeveniment esportiu que es disputà en una sola ocasió (la temporada de 1988) al Circuit de Jerez, dins del calendari del Campionat del món de motociclisme. L'esdeveniment es disputà en substitució del Gran Premi de Portugal, que havia estat anul·lat.

## Nom oficial i patrocinador
- Gran Premio Campsa[1] Expo 92

## Lloc i data
- Circuit de Jerez (Jerez de la Frontera), 29 d'abril-1 de maig de 1988

## Guanyadors
| Any  | 80 cc          | 80 cc | 250 cc       | 250 cc | 500 cc       | 500 cc | Detalls |
| Any  | Pilot          | Moto  | Pilot        | Moto   | Pilot        | Moto   | Detalls |
| ---- | -------------- | ----- | ------------ | ------ | ------------ | ------ | ------- |
| 1988 | Jorge Martínez | Derbi | Joan Garriga | Honda  | Eddie Lawson | Yamaha | Detalls |